# ایوان استویانوف (بازیکن فوتبال، زاده ۱۹۹۴)
ایوان استویانوف (بلغاری: Иван Стоянов؛ زادهٔ ۲۵ ژوئیهٔ ۱۹۹۴) بازیکن فوتبال اهل روسیه است.